# 澤村修治
澤村 修治（さわむら しゅうじ、1960年 - ）は、日本の編集者、人文学者。本名、横手拓治。松蔭大学教授。

## 来歴
東京生まれ。千葉大学人文学部卒業後、牧野武朗に編集を学ぶ。中央公論社・中央公論新社などで37年にわたり編集者を務め、中公新書ラクレや中公選書の創刊編集長を担当した。
中央公論新社を定年退社後、淑徳大学教授。2025年、同校を定年退任し現職。また、思想誌『ひらく』編集委員長を務める。2022年「唐木順三 あめつちとともに」で博士（文学）〔千葉大学〕。

## 連載
- 『表現者』 - 「記憶の王国」[5]
- 「ゆかりの径（こみち）」[6]

## TV出演
- 特別シリーズ「日本人とはそも何者ぞ」（西部邁、浜崎洋介との共演。MXテレビ、2017年6月17日～2018年1月27日、全20回）
  - 『西部邁最後の思索「日本人とは、そも何者ぞ」』 飛鳥新社（2018年5月）で書籍化。

## 著書
- 『徳田秋聲、仮装と成熟』（開港堂発行、ライトハウス開港社[7]発売、2010年3月） ISBN 978-4905200024
- 『宮澤賢治と幻の恋人 澤田キヌを追って』（河出書房新社、2010年8月）  ISBN 978-4309020020
- 『悲傷の追想 「コギト」編集発行人、肥下恒夫の生涯』（ライトハウス開港社、2012年10月）  ISBN 978-4905200048
- 『日本のナイチンゲール従軍看護婦の近代史』（図書新聞、2013年8月）   ISBN 978-4886114525
- 『天皇のリゾート 御用邸をめぐる近代史』 （図書新聞、2014年12月）　ISBN 978-4886114600
- 『敗戦日本と浪曼派の態度』 （ライトハウス開港社、2015年12月）　ISBN 978-4905200055
- 『唐木順三－あめつちとともに』（ミネルヴァ書房〈日本評伝選〉、2017年6月）ISBN 978-4623080557
- 『西郷隆盛－滅びの美学』（幻冬舎新書、2017年9月）ISBN 978-4344984677
- 『幕末青春伝 西郷隆盛―時代をかけぬけた男』（理論社、2017年12月） ISBN 978-4652202418
- 『ベストセラー全史 【現代篇】』（筑摩選書、2019年6月）ISBN 978-4480016836
- 『ベストセラー全史 【近代篇】』（筑摩選書、2019年7月）ISBN 978-4480016843
- 『日本マンガ全史 「鳥獣戯画」から「鬼滅の刃」まで』（平凡社新書、2020年6月）ISBN 978-4582859447

### 編著・編訳書
- 『宮澤賢治のことば ほんとうの幸（さいわい）をさがしに』（編著。理論社、2012年2月） ISBN 978-4652042274
- 『八木重吉のことば こころよ、では行っておいで』（編著。理論社、2013年8月） ISBN 978-4652200193
- 『宮澤賢治、山の人生』（編著。エイアンドエフ、2016年1月） ISBN 978-4990706524
- ラッセル・カーク『幽霊のはなし』（編訳書。横手拓治名義。彩流社、2024年2月）ISBN 978-4779129537
- 垣見隆著、手塚和彰・五十嵐浩司・横手拓治・吉田伸八編著『地下鉄サリン事件はなぜ防げなかったのか ～元警察庁刑事局長 30年後の証言』（共同編書。朝日新聞出版、2025年2月）ISBN 978-4022520319